# Crucero de batalla Asgard clase Beliskner
El Beliskner es un Crucero de Batalla Asgard del mundo ficticio de Stargate, de gran tecnología que en la actualidad, a pesar de ser mucho más poderoso y avanzado que una Nave Pirámide Clase Ha'tak o que el mismo Daedalus, ya no se produce producto de haber quedado obsoleto.

## Tecnología
Las naves clase Beliskner utilizan tecnología molecular del teleportación Asgard para transferir personal y equipo entre la nave y cualquier localización próxima tal como la superficie de un planeta casi instantáneamente. Cada nave cuenta con sistemas de tratamiento médico automatizado, que incluye una vaina médica de éstasis que puede ser utilizada por el comandante Asgard de la nave en caso de una emergencia.
Las naves clase Beliskner son accionadas por una serie de cuatro generadores de ion de neutrinos,cada generador tiene una potencia máxima de un millón de neutrinos y poseen una serie de campos protectores de energía que contienen y anulan el daño potencial causado por explosiones internas de estos. Las naves y sus sistemas informáticos son particularmente susceptibles a la infestación de los Replicantes y a la toma de posesión debido a la confianza de los Asgard en las computadoras y la automatización, y al hecho que mucho del conocimiento de los Replicantes ha venido de la raza Asgard (lo que quiere decir que saben infestarlos fácilmente)
Las naves clase Beliskner llevan sistemas avanzados de AI ("Inteligencia Artificial" por sus siglas en inglés) que permiten que funcionen con un muy reducido número de personal a bordo. También, en el episodio “Némesis”, se indicó que la computadora Asgard a bordo tiene una capacidad similar a las del depósito de los Antiguos. La computadora a bordo de la nave puede almacenar todo el conocimiento que el Asgard que la comanda posee. No hay indicación de si los Asgard pueden o no almacenar todo el conocimiento de su raza o tienen la capacidad de hacerlo, sin embargo cuando Thor fue capturado por Anubis, en un breve período de tiempo limitado antes de que la flota Asgard lo enfrentara él podía sacar grandes cantidades de conocimiento de la mente de Thor gracias al dispositivo que le había implantado.

### Sistema de Armas y Defensa
Cuentan con un gran número de sistemas de armas de energía aunque los Asgard típicamente solo utilizan el cañón delantero. Una sola nave Asgard es más que suficiente para destruir varias Nave Pirámide Clase Ha'tak, aunque los buques de guerra modificados con tecnología antigua por Anubis se Plantean una mayor amenaza. 
Este crucero es inmune a cualquier tipo de ataque de una Nave Pirámide Clase Ha'tak (sin las modificaciones introducidas por Anubis). El sistema de defensa está formado básicamente por un generador de campo de fuerza Asgard, también la nave resulta invisible al radar y a la mayoría de los sensores.

### Sistema de Hiperpropulsión
Poseedor de una hiperpropulsión envidiable (pero obsoleta para los Asgard actuales), puede hacer viajes intergalácticos en solo unos pocos minutos.
Lo cual es curioso, pues los hipermotores dados al planeta tierra por aquella raza hagan viajes intergalácticos en varias semanas, por lo que se cree que estarían aún más obsoletos que los incorporados a esta nave, o que el Comando Stargate no ha podido conseguir una fuente de poder que alimente de manera eficiente los motores, producto de que al conectarle un ZPM el viaje intergaláctico se reduce a tan solo unos días.
También poseen retro-propulsores en la parte delantera para controlar la desaceleración en el reingreso planetario.

## Historia
El Beliskner en sí mismo era la nave utilizada por Thor, comandante supremo de la flota Asgard, en sus misiones tempranas a la Tierra. En el episodio “Némesis”, el Beliskner fue infestado por los Replicantes durante una batalla en el imperio Asgard; las máquinas tuvieron acceso a los sistemas informáticos, descubriendo la existencia de la Tierra, y fijaron curso hacia ella. Thor, muy malherido, inhabilitó los transportadores de salida de la nave para evitar que escaparan. En última instancia, Thor transportó al coronel Jack O'Neill a bordo de la nave para destruirla antes que los Replicantes pudieran aterrizar e infestar la Tierra. Samantha Carter y O'Neill, junto con Teal'c, tuvieron éxito en el Beliskner al destruir los retro-propulsores de la nave; ésta hizo un reingreso descontrolado a la atmósfera de la Tierra y, hecha una bola de fuego, se desintegró en ella.
La nave de clase Beliskner fue sustituida por el Crucero de Batalla Asgard Clase O'Neill como buque de guerra principal de la flota Asgard y el Crucero de Batalla Asgard Clase Daniel Jackson como nave científica Asgard.